# فرانك ر. إليوت
فرانك ر. إليوت هو سياسي كندي، ولد في 10 أبريل 1877، وتوفي في 4 نوفمبر 1931. حزبياً، نشط في الحزب الليبرالي في نوفا سكوشا ‏.